# Vils
Vils é uma cidade da Áustria, situada no distrito de Reutte, no estado do Tirol. Tem 30,77 km² de área e sua população em 2019 foi estimada em 1.517 habitantes.